# 30443 Стілтьєс
30443 Стілтьєс (30443 Stieltjes) — астероїд головного поясу, відкритий 3 липня 2000 року.
Тіссеранів параметр щодо Юпітера — 3,385.
Названо на честь нідерландського математика Томаса Іоаннеса Стілтьєса, нід. Thomas Joannes Stieltjes, (1856-1894).